# Aethalura albescens
Aethalura albescens là một loài bướm đêm trong họ Geometridae.